# Місто під куполом

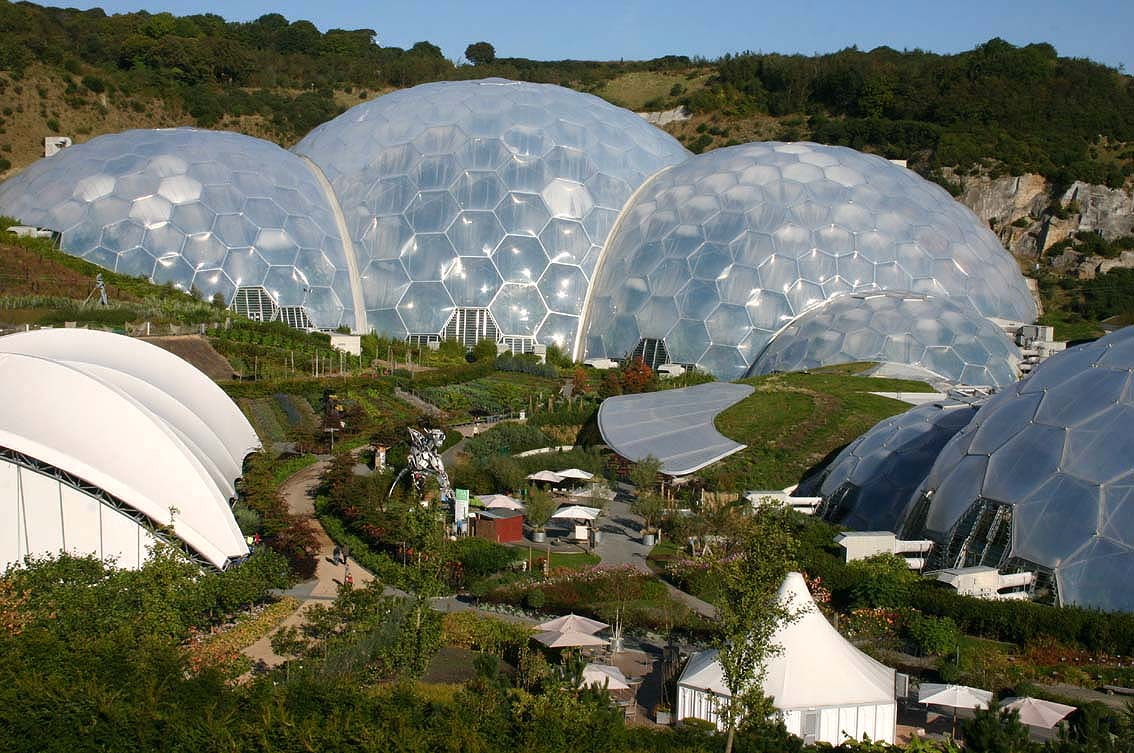
Проект «Едем» — прототип міста під куполом

Місто під куполом (англ. domed city) — різновид теоретичної або вигаданої структури, яка являє собою велику урбанізовану область, вміщену під єдиний дах. У більшості описів купол є герметичним, що дозволяє контролювати температуру і якість повітря під ним. Міста під куполом є однією з повторюваних тем в науковій фантастиці і футурології починаючи з першої половини XX століття. Різні автори пропонують міста під куполом як середовище життя людини на Землі, Місяці або інших планетах.

## Походження
Коли з'явився перший опис міста під куполом, достеменно невідомо. Словосполучення «domed city» в XIX столітті використовувалося в іншому сенсі: воно означало скайлайн, в якому панують будівлі з дахом у формі купола. Один з каталогів ранніх науково-фантастичних творів згадує видану в 1881 році фантастичну книгу Вільяма Делайл Хея «Триста років потому» (англ. Three Hundred Years Hence), в якій описується майбутня цивілізація, в якій велика частина людства живе в накритих скляними куполами містах під поверхнею моря, що дає можливість використовувати поверхню суші переважно для сільського господарства..

## Теми
Автори використовують міста під куполом для розв'язання багатьох проблем. Іноді вони споруджуються на благо людей, що живуть в них, іноді ні. Звичайним мотивом є проблеми забруднення повітря та інші види руйнування навколишнього середовища, особливо в творах, що відносяться до середини і кінця XX століття. У деяких роботах у містах під куполом живуть залишки людства, інша частина якого померла або вмирає. У фільмі 1976 «Втеча Логана» присутні обидва таких мотиви. Персонажі фільму живуть в комфортабельному місті під куполом, проте системи міста одночасно контролюють їх, не допускаючи відновлення колишньої чисельності людства.
У літературознавстві місто під куполом інтерпретується як символічне чрево, яке одночасно годує і захищає людство. У той час як інші наративи наукової фантастики роблять акцент на безмежжя просторів всесвіту, тема міста під куполом обмежує його мешканців, з тим підтекстом, що їх взаємодія з зовнішнім світом призведе до виникнення хаосу.

## Інженерні проекти
У 1960-1970-х роках концепція міста під куполом широко обговорювалася поза контекстом наукової фантастики. У 1960 році інженер Бакминстер Фуллер описав трикілометровий геодезичний купол, що накриває Середній Манхеттен, який дозволив би регулювати погодні умови в даному районі і зменшити забруднення.
Проекти зведення купола пропонувалися в 1979 році для міста Вінускі (штат Вермонт), в 2010 році для Х'юстона.